# Håkans bar
Håkans bar är en TV-serie som sänds på Kanal 5 och som handlar om att Håkan Hallin ska driva en bar i Phuket, Thailand.

## Medverkande
- Håkan Hallin, har jobbat på färjan Cinderella innan han startade en bar i Thailand.
- Andrea ”Adde” Elfving [1]
- Ingrid Berg
- Marcus Ågren
- Oliver Thurmann, barägare i Thailand